# AGM Armiger
El ARMIGER (Anti Radiation Missile with Intelligent Guidance & Extended Range - Misil antirradiación con guiado inteligente y radio extendido) es un misil desarrollado por Diehl BGT Defence para sustituir al misil AGM-88 HARM en la Luftwaffe a finales de esta década.Será un misil avanzado supersónico diseñado para destruir defensas aéreas actuales y futuras por impacto directo.
El ARMIGER incorporará buscador de infrarrojos, una unidad de cálculo inercial para navegación, velocidad supersónica, largo radio de acción y capacidad de impacto directo. Alemania pretende vender el ARMIGER a otras fuerza aéreas europeas.

## Características generales
- Función principal: misil aire-tierra antirradiación para ataque y destrucción de instalaciones radar hostiles.
- Fabricante: DIEHL BGT Defence
- Motor:
- Longitud: 4 m
- Peso al lanzarlo: 220 kg
- Radio de acción: 200km
- Velocidad: Mach 3
- Guiado: Radar, infrarrojos y navegación inercial y GPS
- Cabeza: 20 kg

- Datos: Q296753